# Lakojärvi
Lakojärvi är en sjö i kommunen Kannonkoski i landskapet Mellersta Finland i Finland. Sjön ligger 143,7 meter över havet. Den är 28 meter djup. Arean är 94 hektar och strandlinjen är 6,61 kilometer lång. Sjön  ingår i Kymmene älvs huvudavrinningsområde.   Den ligger omkring 74 kilometer norr om Jyväskylä och omkring 300 kilometer norr om Helsingfors. 